# Ollie Sansen
Oliver Marsten „Ollie“ Sansen (* 6. März 1908 in Alta, Iowa; † 21. März 1987 in San Lorenzo, Kalifornien) war ein US-amerikanischer American-Football-Spieler. Er spielte als Fullback in der National Football League (NFL) bei den Brooklyn Dodgers. 

## Spielerlaufbahn
Oliver Sansen studierte von 1929 bis 1931 an der University of Iowa und spielte dort als Fullback Football. Einer seiner Mitspieler war der spätere Profispieler Oran Pape. 1930 und 1931 wurde er von seinem College zum MVP der Footballmannschaft gewählt. In allen drei Studienjahren zeichnete ihn sein College aufgrund seiner sportlichen Leistungen aus. Im Spieljahr 1931 fungierte er als Mannschaftskapitän der "Iowa Hawkeyes". 1932 schloss sich Sansen den Brooklyn Dodgers an, die in diesem Jahr von Benny Friedman trainiert wurden. Ollie Sansen wurde mit 160 US-Dollar pro Spiel bezahlt. Er beendete 1935 seine Spielerlaufbahn. Ein Titelgewinn gelang ihm mit den Dodgers nicht.